# Juan Carlos Plata
Juan Carlos Plata (Città del Guatemala, 1º gennaio 1971) è un allenatore di calcio ed ex calciatore guatemalteco, di ruolo attaccante.

## Caratteristiche tecniche
Attaccante rapido e finalizzatore implacabile, la sua abilità realizzativa gli ha permesso di diventare il miglior marcatore della sua nazionale e di porsi al primo posto nella classifica dei migliori marcatori al mondo ancora in attività.

## Carriera

### Club
El Pin Plata debutta nella stagione 1990-1991 con il CSD Municipal, segnando otto reti; la stagione successiva ne segna 17, di cui 4 solo nella finale del campionato contro il CD Suchitepéquez, eguagliando il precedente record. Nelle stagioni successive difficilmente segna meno di 10 reti, segnandone ben 32 nella stagione 2005-2006. Il 20 gennaio 2005 supera Diego Armando Maradona nella classifica di gol segnati realizzando il suo 346º gol. Sabato 23 aprile 2005 batte il record di Óscar Enrique Sánchez diventando il miglior marcatore della storia del campionato guatemalteco di calcio. Il 4 agosto del 2005 si affermò nella UNCAF siglando due reti contro il club panamense Árabe Unido.
Nel 2006 realizza l'ultimo gol in tornei internazionali di club con la maglia del CSD Municipal; con 33 gol è il miglior marcatore del Municipal anche in tornei internazionali. Ha realizzato un totale di 321 reti in campionato e 349 in totale per il CSD Municipal. Il 16 febbraio 2006 è stato realizzato il documentario 321: Juan Carlos Plata in onore del suo record di marcature nel campionato nazionale. Sia a livello di club che in nazionale ha indossato costantemente il numero 15.
Il 17 maggio 2009 superà un altro traguardo, segnando il suo 400º goal.
Abbandona la carriera da calciatore il 9 gennaio 2011, al termine della prima parte della stagione 2010/11, con l'attivo di 411 reti su 598 presenze, compiute tutte con il suo Municipal.

### Nazionale
Debutta con la nazionale di calcio del Guatemala il 14 gennaio 1996, realizzando 5 gol nella serie di incontri disputati in quell'anno; con i suoi 35 gol segnati in 87 presenze è stato il miglior realizzatore della storia della nazionale, e deteneva anche il record di presenze fino a quando Guillermo Ramírez non lo ha superato.
Il gol più importante della sua carriera in nazionale fu quello che siglò il pareggio col Brasile nella Copa Oro 1998, risultato mai più raggiunto contro una squadra organizzata come la Seleção.
Nei mondiali di calcio collabora con un apporto di 7 gol in totale in carriera.

## Palmarès

### Club

#### Competizioni nazionali
- Campionato guatemalteco di calcio: 15

CSD Municipal: 1992, 1994, Apertura 2000, Clausura 2000, 2001, Clausura 2002, Apertura 2003, Apertura 2004, Clausura 2005, Apertura 2005, Clausura 2006, Apertura 2006, Clausura 2008, Apertura 2009, Clausura 2010
- Coppa del Guatemala: 5

CSD Municipal:1994, 1995, 1998, 2003, 2004

#### Competizioni internazionali
- Copa Interclubes UNCAF: 2

CSD Municipal:2001, 2004

### Individuale
- Capocannoniere del campionato guatemalteco di calcio: 2

CSD Municipal:1996, 2005